# Grób Pański
Boży Grób – w liturgii katolickiej miejsce, gdzie wystawia się Najświętszy Sakrament na zakończenie liturgii w Wielki Piątek. Symbolizuje ono grób Chrystusa.
Zwyczaj ten pochodzi z Palestyny, w Polsce począwszy od XVI wieku w centrum umieszcza się figurę zmarłego Jezusa oraz monstrancję z Najświętszym Sakramentem okrytą przezroczystym welonem, na pamiątkę całunu, w który owinięto Jezusa w grobie.
Tradycję Grobu Pańskiego w Polsce spopularyzowali Bożogrobcy.
Adoracja przy Grobie Pańskim odbywa się aż do rozpoczęcia Wigilii Paschalnej.
Zgodnie z wytycznymi zawartymi w Mszale Rzymskim w kaplicy adoracji zwanej Grobem Pańskim "powinien być ołtarz, choćby przenośny, i tabernakulum do przechowywania puszek z Najświętszym Sakramentem." Monstrancję wystawia się na ołtarzu lub na tronie, który powinien być umieszczony blisko ołtarza. Ten sam tekst nakazuje, aby wszystkie elementy dekoracyjne i światła kierowały uwagę wiernych na Najświętszy Sakrament, który jest Pamiątką Śmierci i Zmartwychwstania Chrystusa, a nie na figurę Chrystusa leżącego w grobie.
W kościołach mariawickich grób Pański ubierany jest zawsze w głównym ołtarzu tak, aby uwaga wiernych koncentrowała się na Przenajświętszym Sakramencie. 